# قاسم‌آباد (نرماشیر)
قاسم‌آباد، روستایی در دهستان پشت‌رود بخش مرکزی شهرستان نرماشیر در استان کرمان ایران است. این روستا، مرکز دهستان پشت‌رود است.

## جمعیت
بر پایه سرشماری عمومی نفوس و مسکن در سال ۱۳۹۵، جمعیت این روستا برابر با ۱٬۱۹۴ نفر (۳۸۷ خانوار) بوده‌است.